# Método de reducción de pistas
Se conoce por método de reducción de pistas (o en inglés ping-pong recording o reduction mixing) a una forma de grabación multipista que fue muy popular durante la década de 1960.
Se trata de hacer una combinación de múltiples pistas en una sola o dos (si se quiere el resultado en sonido estereofónico), con el objetivo de generar espacio para un doblaje final, si se está usando magnetófonos de cinta con un conjunto limitado de pistas. También se utiliza para simplificar la mezcla.
Los dos métodos más comunes consisten en:
- Copiado de pistas entre dos grabadoras de cinta (o pistas de un grabador multipista) conectado a través de una mesa de mezclas.
- Doblaje pistas internamente, a través de la mesa de mezclas a bordo de muchas máquinas, incluyendo Portastudios y multipistas similares.

En ambos casos, un nuevo instrumento, la voz, u otro material pueden ser añadidos con cada rebote, dependiendo de las capacidades de mezcla de la configuración.

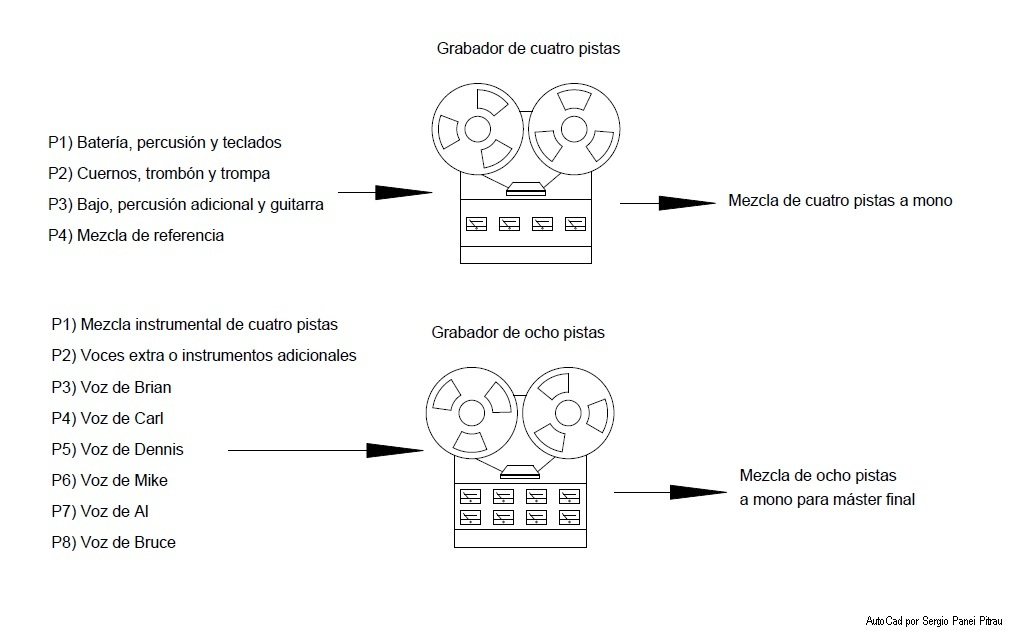
Ejemplo del método en Pet Sounds de The Beach Boys, 1966.

En la grabación analógica, la calidad de audio normalmente disminuye con cada pasada, mientras que en la grabación digital la calidad generalmente se conserva.
En ambos casos, un nuevo instrumento, la voz, o cualquier otra fuente de sonido pueden agregarse con por cada pasada, dependiendo de las capacidades de mezcla de la configuración.

## Primeros ejemplos
Aunque el sonido del Wall of Sound de Phil Spector era auditivamente complejo, muchas de las grabaciones más conocidas bajo su famosa técnica se registraron en magnetófonos de cinta abierta Ampex de tres pistas. Las pistas instrumentales de Spector eran grabadas en vivo, y por lo general en una sola toma. Estas pistas instrumentales se mezclaban en vivo, en mono, y se pegaban directamente sobre una pista de la grabadora de tres pistas, raramente se agregaban doblajes u otras grabaciones.
En comparación, Brian Wilson produjo pistas de mayor complejidad técnica cuando grabó su álbum Pet Sounds (1966) haciendo uso del método de reducción de pistas empleando grabadoras de 4 y 8 pistas con tecnología de última generación. La mayoría de las piezas de acompañamiento fueron grabadas en una grabadora de 4 pistas antes de ser más tarde mezcladas en mono en una pista de una máquina de 8 pistas. Brian típicamente divide a los instrumentos por tres vías: batería -percusión- teclado, cuernos, y bajo -percusión adicional- guitarras. La cuarta pista por lo general contiene una mezcla de referencia en bruto utilizada durante la reproducción en la sesión, después de ser borrada con doblajes tales como una sección de cuerdas. Después de la mezcla de 4 pistas a mono para pasar la pista a una máquina de 8 canales, seis de las siete pistas restantes generalmente se usaban para cada una de las voces de los Beach Boys. La última pista se solía reservar para agregar nuevos elementos, como las voces extra o instrumentos adicionales.
De forma similar a como trabajaba Wilson, Manal grabó algunas canciones con la misma técnica, como la canción "Informe de un día" en 1970.